# جورج ويل (سياسي)
جورج ويل (بالفرنسية: Georges Weill)‏ (و. 1882 – 1970 م) هو سياسي، وصحفي من فرنسا، وألمانيا، ولد في ستراسبورغ، كان عضوًا في الحزب الديمقراطي الاجتماعي الألماني، توفي في باريس، عن عمر يناهز 88 عاماً.

## مناصب
تولى منصب عضو مجلس النواب الألماني للإمبراطورية الألمانية (1912–1915)
- نائب فرنسي

.

## التعليم
تعلم في جامعة ستراسبورغ.

## جوائز
حصل على جوائز منها:

وسام جوقة الشرف من رتبة قائد (10 يوليو 1947)